# (73993) 1998 FZ4
1998 أف زد 4 (ويعرف أيضًا باسم (73993) 1998 أف زد 4 وفق تسمية الكوكب الصغير) (بالإنجليزية: 1998 FZ4)‏ هو كويكب ضمن حزام الكويكبات؛ وترتيبه 73993 من حيث الاكتشاف.
اكتُشف هذا الجُرم الفلكي بواسطة Paul G. Comba ‏ في 22 مارس 1998.

## وصلات خارجية
- (73993) 1998 FZ4 في قاعدة بيانات مختبر الدفع النفاث لأجرام النظام الشمسي الصغيرة

- الاكتشاف · مخطط المدار ·  العناصر المدارية · المعلمات المادية

- (73993) 1998 FZ4 على موقع ويكي سكاي: DSS2, SDSS, GALEX, IRAS, Hydrogen α, X-Ray, Astrophoto, Sky Map, Articles and images